# Andrzej Paczkowski
Andrzej Paczkowski, né le 1er octobre 1938 à Krasnystaw, est un historien polonais.

## Biographie
Il est diplômé d'Histoire de l'université de Varsovie.
Professeur au Collegium Civitas (haute école privée de Varsovie). Directeur du département d'histoire contemporaine à l'Académie polonaise des sciences.
Membre du collège de l'Instytut Pamięci Narodowej, sur les crimes nazis et communistes commis en Pologne. Il a participé à la rédaction du Livre noir du communisme.

## Ouvrages
- La Presse polonaise de 1918 à 1939, 1980.
- Stanisław Mikołajczyk, ou la défaite d'un réaliste. Essai de biographie politique, 1991.
- L'Appareil de la sécurité 1944-1956, 1994.
- Un Demi-siècle d’histoire de la Pologne, 1995.
- Le livre noir du communisme, 1997
- D’une Victoire falsifiée à une véritable défaite. Esquisses d’un portait du PRL, 1999.